# Baštinov
Baštinov nebo též Baštínov (německy Bastin) je základní sídelní jednotka města Havlíčkův Brod v kraji Vysočina. Leží v katastrálním území Mírovka. Nachází se asi 4 km jihovýchodně od centra Havlíčkova Brodu.
Východně od Baštinova protéká řeka Šlapanka, do které se zde vlévají dva nepojmenované potoky. Prochází tudy silnice III/3811. Vesnice se dělí na severní a jižní část, tyto části jsou od sebe odděleny rybníkem. Je zde registrováno 12 čísel popisných, z toho pět v severní části a sedm v jižní části.